# Habrotrocha soror
Habrotrocha soror är en hjuldjursart som beskrevs av Donner 1950. Habrotrocha soror ingår i släktet Habrotrocha och familjen Habrotrochidae. Inga underarter finns listade i Catalogue of Life.